# Dioctria fuscipes
Dioctria fuscipes är en tvåvingeart som beskrevs av Macquart 1834. Dioctria fuscipes ingår i släktet Dioctria och familjen rovflugor. Inga underarter finns listade i Catalogue of Life.